# Gianfranco Menegali
Gianfranco Menegali (* 17. Juni 1933 in Rom; † 1. November 2016 in Trevignano Romano) war ein italienischer Fußballschiedsrichter.

## Sportlicher Werdegang
Menegali spielte zunächst selber Fußball, ehe er sich ab Mitte der 1950er Jahre dem Schiedsrichterwesen widmete. Ab 1967 leitete er Spiele der Serie B, 1971 debütierte er in der Serie A und pfiff bis zu seinem Karriereende 1983 141 Erstligaspiele in der italienischen Beletage.
1974 wurde Menegali zum internationalen Spielleiter ernannt und kam nach Einsätzen im Europapokal am 4. Februar 1976 zu seinem Länderspieldebüt, als Dänemark sich auswärts gegen Israel mit 1:0 durchsetzte. Bei der Junioren-Weltmeisterschaft 1977 gehörte er zu den Spielleitern und kam unter anderem im Halbfinale zwischen der Sowjetunion und Uruguay zum Einsatz, in dem der europäische Vertreter sich im Elfmeterschießen den Finaleinzug sicherte. Eine Turnierteilnahme im Erwachsenenbereich blieb ihm verwehrt, jedoch wurde ihm die Spielleitung für das Endspiel um den Europapokal der Pokalsieger 1982/83 angetragen, in dem der FC Aberdeen zu überraschen wusste und sich die von Alex Ferguson trainierte Mannschaft gegen den Topfavoriten Real Madrid mit 2:1 durchsetzte.
1976 wurde Menegali mit der Premio Giovanni Mauro als bester italienische Schiedsrichter der abgelaufenen Serie-A-Saison geehrt. Am 30. Oktober 1977 war er Unparteiischer beim Aufeinandertreffen von AC Perugia und Juventus Turin, bei dem Perugia-Profi Renato Curi in der zweiten Halbzeit zusammenbrach und auf dem Spielfeld verstarb.
Der studierte Jurist Menegali arbeitete hauptberuflich im Versicherungsbereich beim INA Assitalia. Parallel engagierte er sich auch nach seiner Zeit auf dem Spielfeld bei der Associazione Italiana Arbitri im Schiedsrichterwesen, unter anderem war er auch Präsident der regionalen Schiedsrichterkommission für Latium.